# Hans (bande dessinée)
Pour les articles homonymes, voir Hans.
Hans est une série de bande dessinée de science-fiction franco-belge créée par le dessinateur Grzegorz Rosiński et le scénariste André-Paul Duchâteau, publiée du 1er août 1980 au 16 avril 1988 dans l’édition française du Journal de Tintin (du 5 août 1980 au 16 avril 1988 dans l’édition belge) et éditée en album de 1983 à 2000 par les éditions du Lombard. La série est terminée.
Un premier épisode est paru au début de l'année 1980 sous le titre La Tour du désespoir, mais la série Hans (baptisée du nom de son personnage principal) commence par l'épisode La Dernière Île, réalisé avant le précédent mais publié entre août et novembre 1980, en six chapitres, dans l'hebdomadaire Tintin.
Grzegorz Rosiński collabore avec le dessinateur Kas dès 1989 et lui délègue la partie graphique en 1992, à partir du sixième tome La Planète aux sortilèges.

## Descriptions

### Synopsis
2027. Dans une contrée inconnue. Aux abords d'une ville, erre un homme. Amnésique, il ne se souvient que de son prénom : Hans. Récupéré par les gardes de la « Ville » qui veulent l'emprisonner, il s'enfuit et est recueilli par deux « Pilleurs » extérieurs. Grâce à eux, Hans apprend les règles de ce monde dévasté par une catastrophe nucléaire, où la pensée, la puissance de la suggestion occupent une place importante. Pourchassés par les « Vigilants », ils se réfugient dans les montagnes de lumière. Lentement, Hans recompose le puzzle de sa vie…

### Personnages
Hansen, dit « Hans »Hans est le héros principal de l'histoire. Depuis qu'il s'est réveillé , amnésique , dans la « Zone », il découvre progressivement le monde qui l'entoure . Malheureusement, il est poursuivi par la haine de Valsary qui l'oblige à remplir diverses missions, notamment dans les terres de la planète Xanaïa. Hans se réfugie alors dans la cité brillante, alias la montagne noire. Mais bientôt, il est capturé est ramené à la "ville" ...
OrchidéeC'est la compagne de Hans, fille des "pilleurs" , qui l'accompagne dans toutes ses aventures. Ils auront un jour leur enfant, une fille du nom de Mahonia.
ValsaryMaître-dictateur de la ville, Valsary manipule habilement le présent et le futur dans son QG de cette dernière...  Il cherche à empêcher Hans d'atteindre le pouvoir comme le prédit son "Futuro-écran" ... Malheuresement , tout ceci le mène en effet à la tragique prédiction dans l'album "Les gladiateurs"...: On apprend au moment de sa mort , dans "la loi d'ardélia" que c'était en fait le père de Hans...
Kylal et AuroraCes naturels de xanaïa tentent échapper aux redoutables mutants surnommés "les impitoyables" ...Ils se lient d'amitiés avec Hans et Orchidée.
ArdéliaLa reine du peuple hyménoptère sur la planète portant son nom à qui Hans demande — dans le second tome Le Prisonnier de l'éternité — le droit d'asile avec Orchidée afin de fuir des « Vigilants », mais celle-ci, selon leur coutume pour protéger leur race, l'ordonne, comme chaque nouveau résident, de battre en duel à mort avec un étranger. Elle décide des années après d'envahir la ville.

## Analyse

### Développement
En septembre 1976, lors d'un voyage à Bruxelles, Grzegorz Rosiński, alors encore inconnu, rencontre Jean Van Hamme et André-Paul Duchâteau, rédacteur en chef de Tintin à cette époque, qui vont l'aider dans une carrière prometteuse.
D'abord, il travaille sur Thorgal, écrit par Jean Van Hamme, puis rejoint, en 1979, André-Paul Duchâteau qui a cédé son poste éditorial pour reprendre sa carrière d'écrivain et de scénariste à part entière ; ils créent ensemble le premier épisode de Hans.
Alors que paraissent les deux premiers tomes de la série Thorgal — pour laquelle Grzegorz Rosiński avait reçu le Prix Saint-Michel du meilleur dessin réaliste un an auparavant — en 1980, l’aventure de Hans intitulée La Tour du désespoir est pré-publiée dans le magazine hebdomadaire de Tintin. Très vite, le titre de cet épisode devient La Dernière Île.
Ce récit sort en album en juin 1983.
Les lecteurs polonais découvrent le premier album de la série, nommée Yans, entièrement traduit dans leur langue en 1988. La même année, au Festival de la bande dessinée de Sierre en Suisse, Grzegorz Rosiński fait la connaissance d’un jeune Polonais, Zbigniew Kasprzak, qui a pour surnom Kas. Ensemble, ils collaborent dès 1989 au dessin de La Loi d'Ardélia, le cinquième tome.
Grzegorz Rosinski propose à son compatriote de continuer Hans seul au dessin, en 1992, pour « pouvoir mieux me remettre à ma série principale. Je ne peux pas dessiner deux séries à la fois, avec la même force et le même état d'esprit. Je préfère me diversifier en réalisant des histoires complètes en marge de Thorgal, plutôt que de travailler sur deux séries. ».

« Kas est probablement le dessinateur qui est le plus proche de moi. Nous avons la même sensibilité, la même tradition et la même culture. Je suis comblé de l'avoir trouvé pour reprendre Hans. »

— Grzegorz Rosiński à propos de son successeur, en janvier 2003.

## Publications

### Périodiques

#### Le Journal de Tintin(1980-1988)
Hans a été prépubliée simultanément dans les éditions française et belge du Journal de Tintin entre 1980 et 1988.
- La Dernière Île :
  -  nos 256-271, du 1er août au 13 novembre 1980, avec un poster offert dessiné par l'auteur dans le no 265 du 2 octobre
  -  nos 32-47, du 5 août au 18 novembre 1980, poster dans le no 41 du 7 octobre
- Le Prisonnier de l'éternité :
  -  nos 450-460, du 24 avril au 3 juillet 1984
  -  nos 17-27, mêmes dates que l'édition française
- Les Mutants de Xanaïa :
  -  nos 509-520, du 11 juin au 27 août 1985
  -  nos 24-35, mêmes dates que l'édition française
- Les Gladiateurs :
  -  nos 649-658, du 16 février au 19 avril 1988
  -  nos 8-17, mêmes dates que l'édition française

#### Hello Bédé(1990-1993)
L'hebdomadaire Hello Bédé a pris le relais du Journal de Tintin et de Tintin reporter entre 1990 et 1993.
- La Loi d’Ardelia :
  -  nos 15-26, de janvier 1990 à décembre 1990
- La Planète aux sortilèges :
  -  nos 174-183, de mars 1993 à décembre 1993

### Albums
- 1 La Dernière Île, Éditions du Lombard,  (ISBN 2-8036-0427-2), juin 1983
Scénario : André-Paul Duchâteau - Dessin : Grzegorz Rosiński
- 2 Le Prisonnier de l'éternité, Éditions du Lombard,  (ISBN 2-8036-0509-0), juillet 1985
Scénario : André-Paul Duchâteau - Dessin : Grzegorz Rosiński
- 3 Les Mutants de Xanaïa, Éditions du Lombard,  (ISBN 2-8036-0590-2), septembre 1986
Scénario : André-Paul Duchâteau - Dessin : Grzegorz Rosiński
- 4 Les Gladiateurs, Éditions du Lombard,  (ISBN 2-8036-0709-3), octobre 1988
Scénario : André-Paul Duchâteau - Dessin : Grzegorz Rosiński
- 5 La Loi d'Ardélia, Éditions du Lombard,  (ISBN 2-8036-0783-2), avril 1990
Scénario : André-Paul Duchâteau - Dessin : Grzegorz Rosiński
- 6 La Planète aux sortilèges, Le Lombard, collection « Sur les pas d’un héros »,  (ISBN 2-8036-1046-9), septembre 1993
Scénario : André-Paul Duchâteau - Dessin : Grzegorz Rosiński et Kas
- 7 Les Enfants de l'infini, Le Lombard, collection « Sur les pas d’un héros »,  (ISBN 2-8036-1083-3), avril 1994
Scénario : André-Paul Duchâteau - Dessin : Kas - Couleurs : Graza
- 8 Le Visage du monstre, Le Lombard, collection « Sur les pas d’un héros »,  (ISBN 2-8036-1152-X), février 1996
Scénario : André-Paul Duchâteau - Dessin : Kas - Couleurs : Graza
- 9 La Princesse d'Ultis, Le Lombard,  (ISBN 2-8036-1281-X), décembre 1997
Scénario : André-Paul Duchâteau - Dessin : Kas - Couleurs : Graza
- 10 Le Péril arc-en-ciel, Le Lombard,  (ISBN 2-8036-1350-6), octobre 1998
Scénario : André-Paul Duchâteau - Dessin : Kas - Couleurs : Graza
- 11 Le Secret du temps, Le Lombard,  (ISBN 2-8036-1415-4), novembre 1999
Scénario : André-Paul Duchâteau - Dessin : Kas - Couleurs : Graza
- 12 Le Pays des abysses, Le Lombard,  (ISBN 2-8036-1517-7), décembre 2000
Scénario : André-Paul Duchâteau - Dessin : Kas - Couleurs : Graza

### Tirages
- 10 Le Péril arc-en-ciel, tirage de luxe à 200 exemplaires, accompagné d'un ex-libris, Bédéphage,  (ISBN 2-8036-1350-6), octobre 1998
Scénario : André-Paul Duchâteau - Dessin : Kas - Couleurs : Graza
- 11 Le Secret du temps, tirage de tête à 200 exemplaires, accompagné d'un ex-libris, Le Lombard,  (ISBN 2-8036-1415-4), novembre 1999
Scénario : André-Paul Duchâteau - Dessin : Kas - Couleurs : Graza

### Intégrales
- 1 Hans : L'intégrale 1, Le Lombard,  (ISBN 978-2-8036-3395-1), aout 2014
Scénario : André-Paul Duchâteau - Dessin : Grzegorz Rosiński
- 2 Hans : L'intégrale 2, Le Lombard,  (ISBN 978-2-8036-3396-8), octobre 2014
Scénario : André-Paul Duchâteau - Dessin : Grzegorz Rosiński et Kas - Couleurs : Graza
- 3 Hans : L'intégrale 3, Le Lombard, décembre 2014
Scénario : André-Paul Duchâteau - Dessin : Kas - Couleurs : Graza